# Richardoestesia
 Richardoestesia  es un género con dos especies conocidas de dinosaurios terópodos posiblemente dromeosáuridos, que vivieron a finales del período Cretácico superior, hace aproximadamente 76,5 a 75 millones de años, durante el Campaniense, en lo que es hoy Norteamérica.

## Desripción
Richardoestesia si fue un dromeósaurido, tendría un mediano tamaño, alcanzando los 2 metros de largo y 0,70 de alto y pesando 50 kilogramos. Solo se conocen sus dientes por lo que su relaciones son oscuras, sin embargo son parecidos a los del Archaeopteryx, a los trodóntidos o dromeosáuridos ya que tienen un fuerte canal en la superficie lateral. Al menos algunos estudios han especulado sobre un estilo de vida piscívoro para Richardoestesia, debido a su vasta distribución y predominio en sitios marinos.

## Descubrimiento e investigación
El espécimen holotipo de Richardoestesia gilmorei, NMC 343, consiste en un par de mandíbulas inferiores encontradas en el grupo superior del río Judith, que data de la época Campaniense, hace unos 75 millones de años. Las mandíbulas son delgadas y bastante largas, 193 milímetros, pero los dientes son pequeños y muy finamente aserrados con cinco a seis dentículos por milímetro. La densidad de las estrías es un rasgo distintivo de la especie. Las mandíbulas fueron encontradas en 1917 por Charles Hazelius Sternberg y sus hijos en el Parque Provincial de Dinosaurios en Alberta en el sitio de Little Sandhill Creek. En 1924, Charles Whitney Gilmore nombró a Chirostenotes pergracilis y refirió las mandíbulas a esta especie. En la década de 1980 quedó claro que Chirostenotes era un oviraptorosaurio al que las largas mandíbulas no podrían haber pertenecido. Por lo tanto, en 1990 Phillip Currie , John Keith Rigby y Robert Evan Sloan nombraron una especie separada, Richardoestesia gilmorei.
En 2001, Julia Sankey nombró una segunda especie, Richardoestesia isosceles, basada en un diente, LSUMGS 489: 6238, de la Formación Aguja de Texas, que es de un tipo más largo y menos recurvado. Los dientes de R. isosceles también han sido identificados como de forma crocodiliforme, posiblemente pertenecientes a un sebecosuquio.

### Etimología
El género lleva el nombre de Richard Estes , en honor a su importante trabajo sobre pequeños vertebrados y especialmente dientes terópodos del Cretácico tardío. Los científicos que describieron este género se propusieron realmente utilizar la forma Ricardoestesia. Sin embargo, excepto en la leyenda de una figura, los redactores del trabajo alteraron el deletreo para incluir la h. Irónicamente, en un intento por corregir esta falta de ortografía, George Olshevsky utilizó a Richardoestesia en 1991, inconsciente que los autores originales pensaron realmente utilizar el nombre Ricardoestesia, y bajo reglas de ICZN, actuando como "primer revisor" inadvertidamente colocó el nombre mal escrito como oficial. Posteriormente, los autores originales han adoptado a Richardoestesia.

### Distribución
Dientes similares a Richardoestesia se han encontrado en muchas formaciones geológicas del Cretácico tardío, incluyendo la Formación Cañón Herradura, la formación Scollard , Formación Hell Creek , Formación Ferris y la formación Lance de fecha a cerca de 66 millones de años. Dientes similares se han referido a este género desde la era Barremiense Formación de la montaña Cedar, hace 125 millones de años.
Debido a la disparidad en la ubicación y el tiempo de los muchos dientes referidos, los investigadores han puesto en duda la idea de que todos pertenecen al mismo género o especie, y es mejor considerar el género como un taxón de forma  Un estudio comparativo de los dientes publicado en 2013 demostró que tanto R. gilmorei como R. isosceles solo estaban presentes de manera definitiva en la Formación Dinosaur Park, que data de hace entre 76,5 y 75 millones de años. R. isosceles también estuvo presente en la Formación Aguja, aproximadamente de la misma edad. Todos los demás dientes referidos probablemente pertenecen a especies diferentes, que no han sido nombradas debido a la falta de fósiles corporales para comparar.
Los restos de R. gilmorei se han encontrado en todo el oeste de Norteamérica, en el Parque de Dinosaurios en la Formación Judith en Alberta y en Montana, en la Formación del Cañón Horseshoe en Alberta, en la Formación Aguja de Texas, en la Formación Williams Fork en Colorado, en la Formación Milk River en Alberta, Formación Lance en Wyoming, en la Formación Scollard en Alberta, en la Formación Frenchman en Saskatchewan, en la Formación Hell Creek en Dakota del Sur.
A R. isosceles se halló en la Formación Menefee en Nuevo México, en la Formación Mesa Verde en Wyoming, en la formación Aguja de Texas, en la Formación Milk River en Alberta, Formación Judith en Alberta y en Montana, en la Formación Frenchman en Saskatchewan, en la formación Hell Creek en Dakota del Sur, en la Formación del Cañón Horseshoe en Alberta, Formación Lance en Wyoming, en la formación Scollard en Alberta, en la Formación Cedar Mountain en Utah, en la Formación Woodbine en Texas.
Por último  R. sp. en la Formación Dakota en Utah, en la Formación Trent River Columbia Británica, en la Formación Woodbine en Utah, en la Formación Kirtland Nuevo México, en la Formación Kaiparowitz y en la Formación Ferris ambas de Utah, Formación Dos Medicinas, Formación Hell Creek, Formación Fox Hills. También se han encontrado fósiles de Richardoestesia en la Formación Tremp del noreste de España, en un yacimiento próximo a Les Serretes en Vilamitjana; y posiblemente también en la Formación Lourinha, miembro Blasi 2 de Portugal, aunque esto es poco probable ya que la Formación Lourinha data del Jurásico Tardío hace 152 millones de años  y restos asignados a este género en, Rumania, Brasil y México.

## Clasificación
Solo descrito por sus dientes que son comprimidos lateralmente, curvados y con serraduras. Las relaciones son oscuras debido a la gran cantidad de plesiomorfias, por lo que se ha propuesto incluirlo en una gran cantidad de grupos, ornitomimosaurianos, tericinosáuridos, oviraptorosaurianos, alvarezsáuridos, trodóntidos, pero es hoy lo más aceptado que se la incluya entre los dromeosáuridos. 